# Rhipidia (Rhipidia) steyskali
Rhipidia (Rhipidia) steyskali is een tweevleugelige uit de familie steltmuggen (Limoniidae). De soort komt voor in het Neotropisch gebied.